# Natalia Polosmak
Natalia Viktorovna Polosmak (em russo:  Наталья Викторовна Полосьмак; 12 de setembro de 1956) é uma arqueóloga russa especializada no estudo dos nômades eurasianos da Idade do Metal, especialmente aqueles conhecidos como a cultura Pazyryk, um povo antigo, muitas vezes conhecido como "cita", que viveu nas montanhas Altay na Rússia Siberiana. Ela é mais conhecida por sua descoberta e análise da múmia da Donzela do Gelo, que agora é o foco de um debate político étnico entre cientistas russos e o povo indígena de Altay.

## Trabalhos

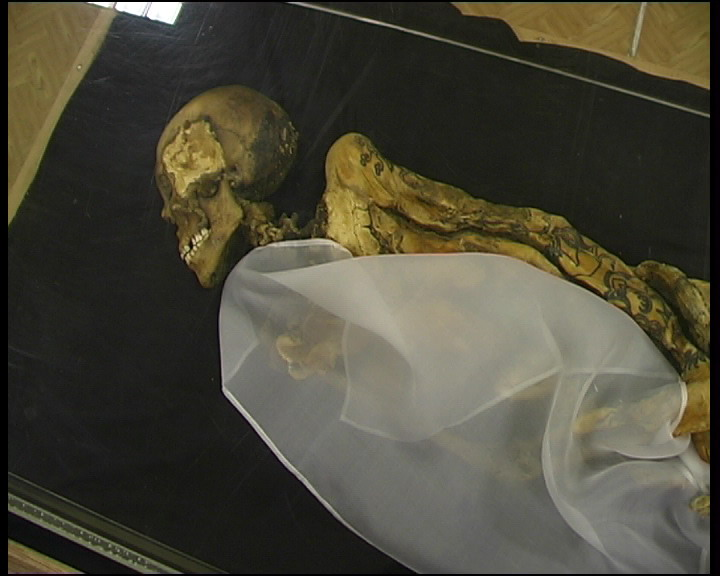
Múmia da donzela de gelo da Sibéria - século V a.C.

Em 1993, Polosmak estava conduzindo um reconhecimento arqueológico do alto e árido planalto de Ukok quando descobriu um achado arqueológico espetacular; uma múmia feminina congelada em permafrost que ela associou ao Pazyryk com base na roupa intacta remanescente no cadáver bem preservado. Os Pazyryk eram um povo da Idade do Ferro que vivia nas montanhas Altay e no planalto de Ukok. Muitos túmulos (kurgans) foram encontrados na área e foram associados à cultura Pazyryk; um grupo muito parecido com o do lendário povo cita a oeste. As escavações deste local renderam artefatos arqueológicos fascinantes.
Este famoso achado de Natalia Polosmak é conhecido como a Donzela do Gelo. Ela descobriu a múmia em uma antiga e, anteriormente, sem perturbações, o enterro montículo . A múmia era incomum por ser uma mulher enterrada com todas as honras cerimoniais; uma distinção rara para uma mulher naquela época. A múmia foi intrincadamente tatuada e estima-se que remonta ao século V a.C. Ela estava lindamente vestida com um cocar de feltro preto que foi encontrado intacto e decorado com figuras que indicavam seu alto status social. Ela usava um colar de camelos de madeira e botas altas de couro. Seu vestido era de pêlo de camelo trançado e lã de ovelha com borlas trançadas e tingido de vermelho com tinta de inseto.  Mais múmias tatuadas (c. 300 a.C.) também foram extraídas do permafrost no local.
Enquanto Polosmak e sua equipe estavam escavando o local e descongelando os artefatos com água de um lago próximo aquecido com tochas, rumores circulavam entre o povo indígena Ukok de que perturbar os mortos teria consequências terríveis. O motor do helicóptero que Polosmak usou para levar os restos mortais da donzela para a Rússia falhou, resultando em um pouso de emergência e alguns danos à Donzela do Gelo por falta de refrigeração. Isso foi visto como um sinal de que a donzela não gostava de ser incomodada. Um terremoto ocorrido em Altay em setembro de 2003 também foi visto como uma má sorte ligada à perturbação dos mortos.

## Controvérsia da Donzela do Gelo
Desde o início, houve controvérsia sobre a propriedade da Donzela de Gelo e outros achados arqueológicos que foram encontrados apenas dentro de uma faixa de terra disputada entre a Rússia e a China e foram transferidos por Polosmak e oficiais russos para Novosibirsk e Moscou para pesquisas científicas adequadas sob condições controladas de laboratório. Estudos forenses modernos conduzidos pela Polícia de Moscou e pelo Departamento de Segurança Federal da Rússia determinaram que a Donzela de Gelo é "uma representante nítida da raça caucasiana, sem características tipicamente mongóis". Os residentes indígenas desta área, conhecida como República de Altay, exigiram a devolução dos artefatos funerários de suas localizações russas, alegando que os restos antigos nunca deveriam ter sido perturbados e que eles deveriam pertencer ao local onde foram encontrados.
Rima Eriknova, nativa de Altayan e diretora do Museu Regional de Altay em Gorno-Altaysk, líder do grupo que pediu a devolução dos artefatos, disse que ficou ofendida com a escavação do local e com artefatos valiosos, incluindo a múmia, removido sem o conhecimento ou permissão da população local nas aldeias vizinhas. Ela acredita que a Donzela do Gelo pertence ao povo de Altay e que as descobertas forenses russas são suspeitas e uma tentativa de apagar o patrimônio local. Ela foi citada como tendo dito "... eles tornaram a Donzela do Gelo completamente europeia. Mas, na verdade, ela também tem características da Mongólia. Disseram que ela não pertence à nossa cultura".
Esta controvérsia resulta de elementos conflitantes: evidências científicas fornecidas pela genética a respeito do genótipo da Donzela do Gelo que sugerem que ela não era um ancestral das pessoas que agora vivem lá versus a alegação dos indígenas Altayans de que a múmia é Altayan porque ela foi encontrada em Altay e é, portanto, parte de sua herança; descobertas científicas não tendo relação com o assunto do ponto de vista deles.
Uma proibição foi imposta aos arqueólogos russos em Altai, incluindo Polosmak, que foram impedidos de trabalhar nas sepulturas escavadas no planalto de Ukok. Polosmak expressou sua dor em relação à proibição, já que, nos anos seguintes à descoberta da "Donzela do Gelo", ela fez da área e de seus estudos arqueológicos o trabalho de sua vida. Em 20 de setembro de 2012, após duas décadas sendo reivindicada como um corpo russo, a "Donzela do Gelo" foi repatriada para o Museu Anokhin em Altai. 